# 湖東村 (長野県)
湖東村（こひがしむら）は長野県諏訪郡にあった村。概ね現在の茅野市大字湖東にあたる。

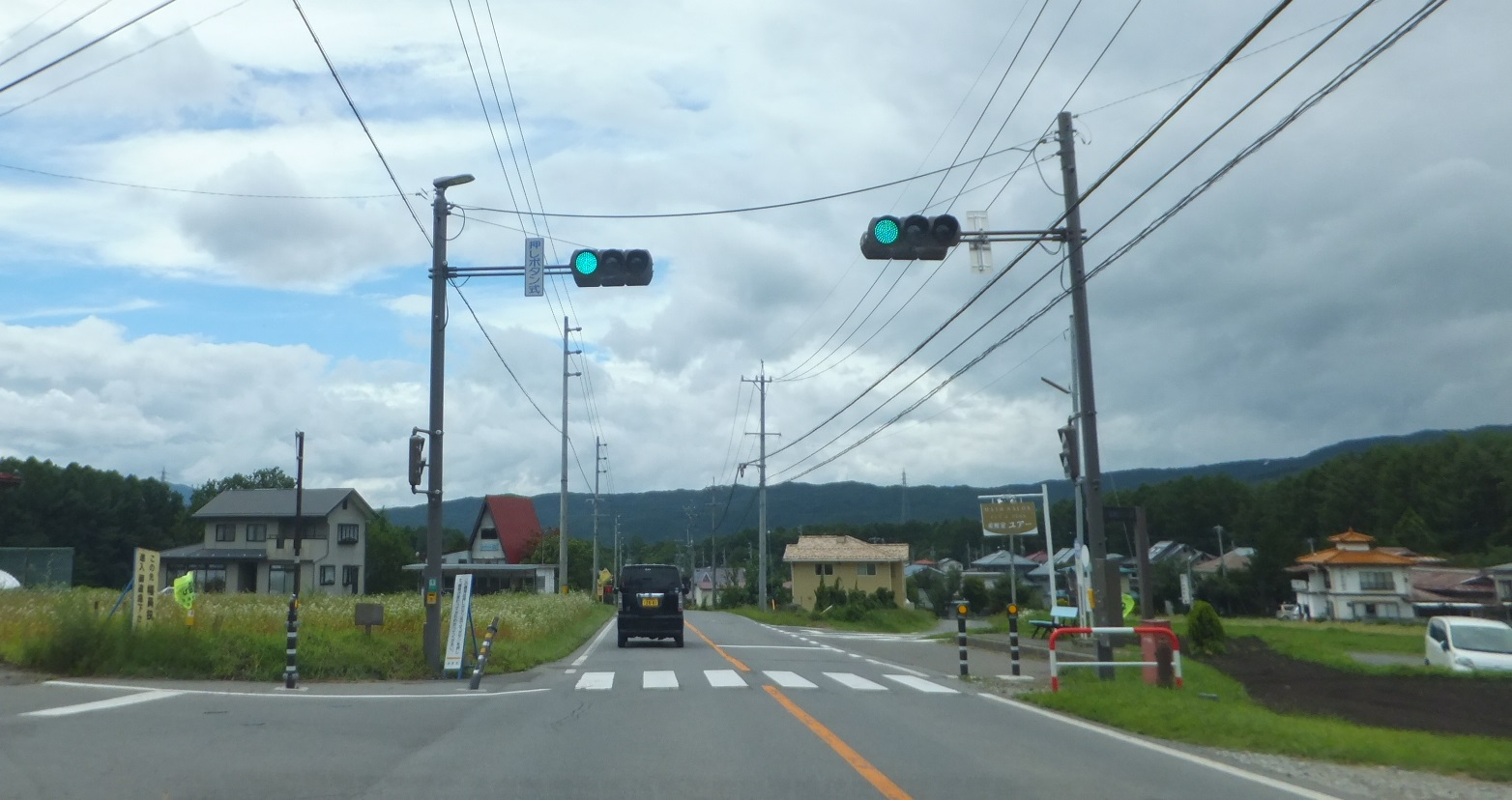
長野県道192号茅野停車場八子ヶ峰公園線

## 地理
- 河川：上川[2]

## 歴史
- 1875年（明治8年）2月18日 - 筑摩県第十四大区第三小区に属する中村・笹原新田村・須栗平新田村・堀新田村・金山新田村・新居新田村・山口新田村・上菅沢新田村・白井手新田村が合併して湖東村となる。
- 1876年（明治9年）8月21日 - 筑摩県廃止にともない、長野県南第十四大区第三小区となる。
- 1879年（明治11年）1月4日 - 郡区町村編制法の施行により長野県諏訪郡となる。
- 1879年（明治11年）6月30日 - 大小区廃止にともない、豊平村との連合戸長役場（豊平村湖東村戸長役場）を豊平村南大塩に置く。
- 1889年（明治22年）4月1日 - 町村制施行に基づき、湖東村役場が発足。
- 1955年（昭和30年）2月1日 - ちの町・宮川村・金沢村・玉川村・豊平村・泉野村・北山村・米沢村と合併して茅野町が発足。同日湖東村廃止。

## 有名な出身者
- 小平小平治 - 湖東村 出身の考古学者、尖石・与助尾根遺跡を最初に学界に報告した[3]。
- 小平雪人（1872年-1958年） - 俳人で考古学者、小平小平治の弟。八ヶ嶽岳麓文芸館に作品が所蔵されている。宮坂英弌の俳句の師。
- 牛山初男
- 牛山積
- 両角業作
- 金原省吾

## 関連項目

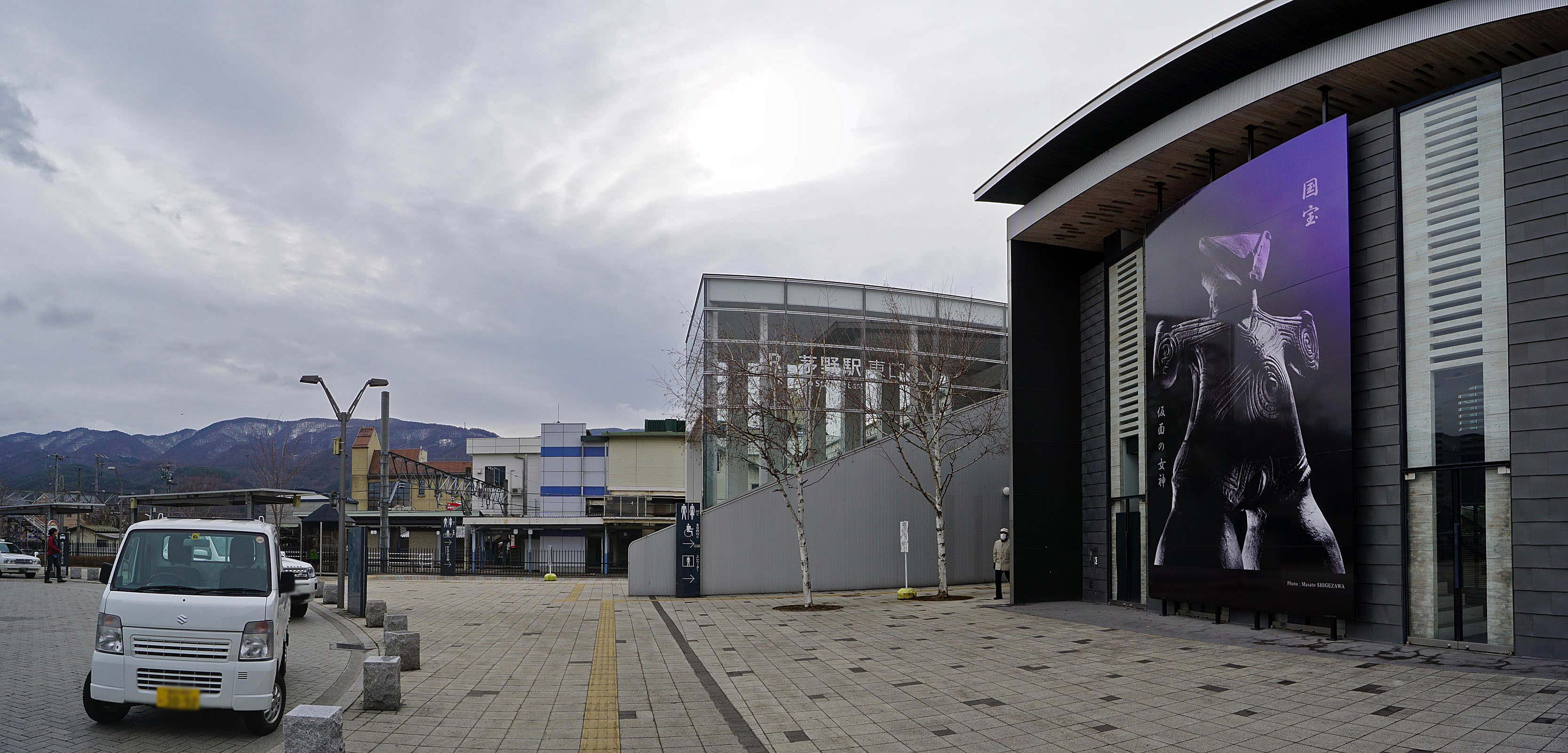
茅野駅東口のポスターの仮面の女神